# Jennings Lake
Der Jennings Lake (in Australien Lake Jennings) ist ein schmaler und 5 km langer Schmelzwassersee an der Ingrid-Christensen-Küste des ostantarktischen Prinzessin-Elisabeth-Lands. Er liegt am Fuß der Jennings Promontory am Ostrand des Amery-Schelfeises.
Der US-amerikanische Kartograph John Hobbie Roscoe (1919–2007) kartierte ihn anhand von Luftaufnahmen der Operation Highjump (1946–1947). Er benannte ihn in Anlehnung an das gleichnamige Vorgebirge. Dessen Namensgeber ist Leutnant James C. Jennings, Kopilot und Navigator bei Flügen der Operation Highjump.